# Журавленко, Павел Максимович
Павел Максимович Журавленко (29 июня [11 июля] 1887, деревня Никаноровка, Херсонская губерния — 28 июня 1948, Ленинград) — артист оперы (бас), оперетты и кино, концертный исполнитель и режиссёр. Народный артист РСФСР (1939).

## Биография
Родился в крестьянской семье. По окончании Елисаветградского народного училища работал писцом в окружном суде. С 18 лет (1905) начал обучаться пению у оперного баритона Долинова в Елисаветграде, с 1906 жил в Москве, где брал уроки пения у А. Секар-Рожанского. В 1911 дебютировал в партии Варсонофьева («Хованщина» М.Мусоргского) в Казани (антреприза М. К. Максакова). В 1912—1918 был солистом Петербургского-Петроградского театра музыкальной драмы, с 1918 по 1948 — солистом ГАТОБа (Мариинский театр) и МАЛЕГОТа (Михайловский театр). В годы Великой Отечественной войны выступал в блокадном Ленинграде и перед красноармейцами на фронте.
Певец похоронен на Волковском лютеранском кладбище. В 1949 г. прах перенесён на Литераторские мостки..

## Отзывы критики
Павел Журавленко обладал звучным, большого вокального диапазона голосом, отличавшимся гибкостью и богатством нюансов певческой выразительности, ярким творческим дарованием певца-актёра. «Гармоничное слияние мастерства и таланта» отмечал у него академик Б. В. Асафьев. «Работая над каждой новой партией, он как бы всем существом своим врастает в неё… Это актёр радостной улыбки, это актёр душевного тепла и человечности…» (В. Раппапорт). «Едва ли не лучший русский бас-буффо П. М. Журавленко» — писал о нём известный вокальный педагог и историк музыкального театра М. Л. Львов. «Ярчайшим по таланту певцом, актёром шаляпинской школы» называл артиста проф. А. А. Гозенпуд. Наиболее полно проявил своё дарование в острохарактерных комедийных и сатирических партиях. Создал целую галерею (около 100) разнохарактерных художественных образов.
Академик Б. В. Асафьев в 1928 году на страницах ленинградской «Красной газеты» о постановке оперы «Борис Годунов» писал:
«Наибольшего мастерства в передаче интонаций Мусоргского достиг П. М. Журавленко, создавший исключительно сочную фигуру Варлаама. Это выступление артиста нельзя не расценивать как новый сильный шаг. При абсолютно точной репродукции словесно — музыкального текста и намерений Мусоргского Журавленко вкладывает в каждый интонационный оборот каждой фразы столько своего артистического, верного и чуткого смысла, столько жизненной наблюдательности, что остается только удивляться редкому, гармоничному слиянию мастерства и таланта»

## Репертуар
Павел Журавленко был первым исполнителем партий: Черевика («Сорочинская ярмарка» М. Мусоргского; 1917), Милюкова («Двадцать пятое» С. Штрассенбурга, 1927), Варлаама («Борис Годунов» М. Мусоргского в ред. П. Ламма, 1928), Шептуна («Лёд и сталь» В. Дешевова, 1930), Ковалева («Нос» Д. Шостаковича, 1930), Царя Василия Шуйского («Камаринский мужик» В. Желобинского, 1933), доктора Смирнова ("Броненосец «Потемкин» О. Чишко, 1937), Николая Болконского («Война и мир» С. Прокофьева, 2 я ред., 1946), Михея («Князь-озеро» И. Дзержинского, 1947).Первый исполнитель на советской сцене ролей барона Окса («Кавалер розы» Р.Штрауса) и Колумба («Колумб» Э. Дресселя).
Лучшими партиями певца считали Фарлафа («Руслан и Людмила» М. Глинки), Лепорелло («Каменный гость» А. Даргомыжского и «Дон Жуан» В. А. Моцарта), Скулу («Князь Игорь» А. Бородина), Варлаама («Борис Годунов» М. Мусоргского), Князя Ивана Хованского («Хованщина» М. Мусоргского), Черевика («Сорочинская ярмарка» М. Мусоргского), Додона («Золотой петушок» Н. Римского-Корсакова), Царя Салтана («Сказка о царе Салтане» Н. Римского-Корсакова), Собакина («Царская невеста» Н. Римского-Корсакова), Барона («Скупой рыцарь» С. В. Рахманинова), Ван Бетта («Царь и плотник» А. Лорцинга), Сашку («Тихий Дон» И. Дзержинского), Осмина («Похищение из сераля» В. А. Моцарта, 1925), Дона Бартоло и Дона Базилио («Севильский цирюльник» Дж. Россини), Фальстафа («Фальстаф» Дж. Верди).
С большим успехом Павел Журавленко выступал в опереттах. В его репертуаре — Губернатор в оперетте «Птички певчие» («Перикола» Ж. Оффенбаха), Калхас («Прекрасная Елена» Ж. Оффенбаха), Зупан в «Цыганском бароне» И. Штрауса, Селестен в «Мадемуазель Нитуш» Ф. Эрве, Старшина и Гаспар в «Корневильских колоколах» Р. Планкета, Мяу в оперетте Ф.Легара «Жёлтая кофта», Паль («Там, где жаворонок поёт» Ф.Легара) и др. Ф. И. Шаляпин был восхищен тем, как Журавленко исполнил партию Оллендорфа в оперетте К. Миллёкера «Нищий студент», и сочинил для П. Журавленко стихотворный текст куплетов Оллендорфа в «сцене вранья».
Камерный репертуар Журавленко включал, в частности, произведения Л. Бетховена,Ф. Шуберта, А. Даргомыжского, М. Мусоргского, П. Чайковского, Н. Лысенко, Я. Степового, К. Стеценко и других композиторов, а также украинские народные песни («Казав мени батько», «Повий, витре, на Вкраину» и др.), революционные («Дубинушка», «Отречёмся от старого мира»,"Вы жертвою пали"), песни сибирских ссыльных и каторжников в обр. В.Гартевельда («Встану я чем свет» и др.), сочинения советских композиторов («Полюшко-поле» Л.Книппера и др). Павел Журавленко был первым исполнителем песни «Партизан Железняк» М.Блантера на слова М. Голодного (1936).

## Творческое сотрудничество
В творческой деятельности партнёрами Павла Журавленко были многие видные певцы, среди них: П. З. Андреев, Л. А. Андреева-Дельмас, В. В. Барсова, С. В. Балашов, А. В. Белянин, Н. А. Большаков, Г. А. Боссе, М. В. Бочаров, М. И. Бриан, Е. А. Бронская, Р. Г. Горская, В. А. Давыдова, М. С. Давыдова, Н. С. Ермоленко-Южина, И. В. Ершов, И. В. Иванцов, А. М. Кабанов, Э. И. Каплан, В. И. Касторский, М. В. Коваленко, П. Я. Курзнер, С. Ю. Левик, В. Л. Легков, Л. Я. Липковская, В. М. Луканин, М. П. Максакова, А. И. Мозжухин, О. Ф. Мшанская, Г. М. Нэлепп, Е. Г. Ольховский, В. К. Павловская, Н. К. Печковский, К. И. Пиотровский (К. Петраускас), А. И. Попова-Журавленко, С. П. Преображенская, П. Райчев, М. О. Рейзен, Н. Н. Рождественский, М. А. Ростовцев, В. Р. Сливинский, Е. И. Талонкина, И. В. Тартаков, А. И. Толмазан и др. Постоянным партнёром певца в 1918—1921 годах был Фёдор Иванович Шаляпин; великий певец проходил с Журавленко партии Князя Юрия Ивановича Токмакова в опере «Псковитянка» Н. Римского-Корсакова, Элиакима в опере «Юдифь» А. Серова, Санчо Пансы в опере «Дон Кихот» Ж. Массне и Дона Бартоло в «Севильском цирюльнике» Россини. Принимал участие в концертах в составе трио «Три Ко» (вместе с В. Войтенко, Н. Закопайко).
Журавленко пел под управлением дирижёров В. Бердяева, М. А. Бихтера, А. В. Гаука, Э. П. Грикурова, В. А. Дранишникова, А. М. Когана, А. Коутса, М. А. Купера, Э. А. Купера, Н. А. Малько, А. Б. Павлова-Арбенина, А. М. Пазовского, Д. И. Похитонова, С. А. Самосуда, В.Сука, Х.Унгера, Г. Фительберга, Б. Э. Хайкина, А.Хессина, Г. Шнеефохта, Ф. Штидри, К. И. Элиасберга, В. Г. Эренберга, Г. И. Якобсона.
Свои музыкальные сочинения певцу посвящали Б.Асафьев, М. Блантер, В.Богданов-Березовский,В. Дешевов, И. Дзержинский,Ю. Мейтус, А. Пащенко, Я. Степовой, Н.Стрельников, М. Фрадкин, Д.Шостакович и другие композиторы.
В 1938 году на сцене Ленинградского театра оперы и балета им. С. М. Кирова Журавленко в содружестве с Я. Милешко поставил оперу Г. Фарди «Щорс».

## Радио- и грамзаписи
П. М. Журавленко был одним из пионеров отечественного радиовещания (с 24 декабря 1924 г. — начала работы Ленинградского радио).
В 1930-40-х годах Павел Журавленко записывался на грампластинки. Некоторые архивные записи певца хранятся в Музее музыкальной культуры им. М. И. Глинки. Архивная запись певца — Сцена в корчме («Борис Годунов» М. Мусоргского, 1947, дирижёр Э. П. Грикуров) — переиздана в серии Hamburger Archiv für Gesangskunst (Kleines Historisches Sänger-Lexikon. Russland Е 1).
В 1997 г. фирма Lys выпустила CD под названием Pavel Jouravlenko. Recital с архивными записями певца. На этом диске представлены арии и сцены из опер — М. Глинки («Руслан и Людмила», 1937), М. Мусоргского («Борис Годунов»), И. Дзержинского («Тихий Дон»), В. А. Моцарта («Похищение из сераля», 1941), Н. Лысенко («Наталка Полтавка», 1947), оперетт — К. Миллёкера («Нищий студент», 1938), Ф. Легара («Там, где жаворонок поёт», 1938), романсы — А. Даргомыжского («Мельник», 1946; «Титулярный советник», 1946 и «Червяк», 1936), П. Чайковского («Соловей», 1936), М. Мусоргского («Блоха», 1938), Л. ван Бетховена («Песня о блохе» /«Es war einmal ein König», 1938), Й. Гайдна «Sailor’s Song» («Матросская песня», ф-п. С. Давыдова, 1938), Ф. Шуберт («В путь» из цикла «Прекрасная мельничиха», 1938), украинская народная песня «Казав мені батько» (1947).
В 2003 фирма Aquarius выпустила на CD архивную запись оперы «Борис Годунов» (Дирижёр Н. Голованов, в заглавной партии М. Рейзен), а в дополнении — арии и сцены из этой же оперы в исполнении П. Журавленко).

## Работа в кино
Павел Журавленко снимался в кино. С его участием снят первый советский звуковой музыкальный фильм «Концерт мастеров искусств»(1929). В немых фильмах режиссёра Вл. Брауна Журавленко исполнил роль начальника строительства ГЭС Токарева («Блестящая карьера», 1932) и боцмана («Королевские матросы», 1934).

## Почетные звания и награды
- Заслуженный артист Республики
- Заслуженный деятель искусств Республики (1936)
- Народный артист РСФСР (11 марта 1939)
- Орден Трудового Красного Знамени (1939),
- медаль «За оборону Ленинграда»
- медаль «За доблестный труд в Великой Отечественной войне 1941—1945 гг.»

## Фотогалерея
- Бартоло ("Севильский цирюльник" Дж.Россини).ТМД.1915
- Мефистофель ("Фауст" Ш.Гуно) ТМД. 1915
- Рамфис ("Аида" Д.Верди). ТМД. 1915
- Погнер ("Нюрнбергские мастера пения" Р.Вагнера).ТМД .1915
- К.Ф.Комиссарова-графиня Пальматика, П.М.Журавленко-полковник Оллендорф ("Нищий студент" К.Миллёкера). Михайловский театр.1918
- П.М.Журавленко-Коппелиус("Сказки Гофмана" Ж.Оффенбаха) ТМД 1916.
- П.М.Журавленко- Солопий Черевик ("Сорочинская ярмарка" М.П.Мусоргского (ред.Ц.А.Кюи). ТМД. 1917.
- Спор князей ("Хованщина" М.П.Мусоргского). ГАТОБ.1928,  Иван Хованский - П.М.Журавленко, Досифей - М.О.Рейзен, Голицын - И.В.Ершов.

## Публикации П. М. Журавленко
- Театр и пресса // Рабочий и театр : журнал. — 1925. — № 41. — С. 12—13.
- О работе оперного певца // Рабочий и театр : журнал. — 1937. — № 5. — С. 36.
- Мудрость актерского мастерства (О М. А. Ростовцеве) // За большевистский театр : газета. — Л., 1940. — № 29. — С. 1.
- Из записок певца-актера // Искусство и жизнь : журнал. — 1941. — № 3. — С. 27.
- Записки артиста // За советское искусство : газета. — 1945. — № 5, 7, 10, 14, 17.
- Записки артиста // За советское искусство : газета. — 1946. — № 4.
- Дед Михей // За советское искусство : газета. — 1947. — № 15. — С. 3.
- Две роли // Вечерний Ленинград : газета. — 1946. — № 17. — С. 3.